# Milovan Ćirić
Milovan Ćirić, cirill betűkkel  Милован Ћирић (Belgrád, 1918. február 12. – Belgrád, 1986. október 14.) szerb labdarúgó, fedezet, edző. Szövetségi kapitányként dolgozott a jugoszláv (1954, 1956, 1973–74), az izraeli (1965–1968) és az indiai válogatottnál (1984). A jugoszláv csapattal az 1956-os melbourne-i olimpián ezüstérmet szerzett.

## Pályafutása

### Játékosként
Az SK Jugoslavija, 1945 és 1947 között a Crvena zvezda, 1947–48-ban a Partizan labdarúgója volt. A Partizan csapatával 1947-ben jugoszlávkupa-győztes lett.

### Edzőként
1948-ban a Partizan ifjúsági csapatánál kezdte edzői karrierjét. 1951 és 1953 között a BSK Beograd, 1953–54-bena Partizan vezetőedzője volt. A Partizannal 1954-ben jugoszlávkupa-győztes lett. 1954 májusa és októbere között a jugoszláv válogatott öttagú válogató bizottságának a tagja volt Branko Pešić, Aleksandar Tirnanić, Leo Lemešić és Franjo Wölfl mellett. 1954 és 1957 között a Crvena zvezda szakmai munkáját irányította és két jugoszláv bajnoki címet nyert a csapattal. (1955–56, 1956–57). Közben, 1956-ban a jugoszláv olimpiai válogatott szövetségi kapitánya is volt és a melbourne olimpián ezüstérmet szerzett a csapattal.
1957–58-ban az olasz Lazio, 1958 és 1961 között a Hajduk Split, 1961 és 1963 között az OFK Beograd, 1963–64-ben ismét a Hajduk vezetőedzőjeként tevékenykedett. Az OFK csapatával 1962-ben kupagyőzelmet ért el. 1965 és 1968 között az izraeli válogatott szövetségi kapitánya volt. Az 1968-as Ázsia-kupán harmadik helyezett lett a válogatottal. 1969–70-ben a török Beşiktaş, 1970–71-ben a görög Árisz Theszaloníkisz vezetőedzője volt.
1973 december és 1974 júliusa között ismét a jugoszláv válogatott válogató bizottságának a tagja volt Miljan Miljanić, Milan Ribar, Sulejman Rebac és Tomislav Ivić társaságban. 1974–75-ben a spanyol Valencia, 1975–76-ban a Crvena zvezda, 1977-ben Beşiktaş, 1978-ban az Árisz csapatainál dolgozott. Pályafutását 1984-ben az indiai válogatott szövetségi kapitányaként fejezte be.

## Sikerei, díjai

### Játékosként
Partizan
- Jugoszláv kupa (Tito marsall-kupa)
  - győztes: 1947

### Edzőként
Jugoszlávia
- Olimpiai játékok
  - ezüstérmes: 1956, Melbourne

 Izrael
- Ázsia-kupa
  - bronzérmes: 1968, Irán

 Partizan
- Jugoszláv bajnokság
  - 2.: 1953–54
- Jugoszláv kupa
  - győztes: 1954

 Crvena zvezda
- Jugoszláv bajnokság
  - bajnok (2): 1955–56, 1956–57

 OFK Beograd
- Jugoszláv kupa
  - győztes: 1962
  - döntős: 1963

## Fordítás
- Ez a szócikk részben vagy egészben  a   Milovan_Ćirić című olasz Wikipédia-szócikk ezen változatának fordításán alapul.  Az eredeti cikk szerkesztőit annak laptörténete sorolja fel. Ez a jelzés csupán a megfogalmazás eredetét és a szerzői jogokat jelzi, nem szolgál a cikkben szereplő információk forrásmegjelöléseként.
- Ez a szócikk részben vagy egészben  a(z)   Милован_Ћирић című szerb Wikipédia-szócikk ezen változatának fordításán alapul.  Az eredeti cikk szerkesztőit annak laptörténete sorolja fel. Ez a jelzés csupán a megfogalmazás eredetét és a szerzői jogokat jelzi, nem szolgál a cikkben szereplő információk forrásmegjelöléseként.